# Arbeids- en organisatiepsychologie
De arbeids- en organisatiepsychologie bestudeert de mens in relatie tot zijn werk en zijn werkorganisatie.

## Onderdelen
In feite gaat het om een samengaan van drie soorten psychologie:

### Arbeidspsychologie
In de arbeidspsychologie wordt de relatie tussen werkkenmerken (bijvoorbeeld werkdruk, de mate waarin taakuitvoerders zelfstandig kunnen beslissen in hun werk, afwisseling) en welzijn en functioneren van werknemers onderzocht. Een onderdeel van de arbeidspsychologie dat momenteel sterk in opkomst is, is de psychologie van arbeid en gezondheid waarin specifiek wordt nagegaan hoe taak-kenmerken de gezondheid (bijvoorbeeld werkstress en burn-out) van taakuitvoerders beïnvloeden.

### Organisatiepsychologie
In de organisatiepsychologie draait het om de relatie tussen de werknemer en diens sociale werkomgeving. Die omgeving kan de organisatie als geheel zijn, maar ook de afdeling waar men werkt of de collega aan de andere kant van het bureau. Sociaal-psychologische theorievorming is in dit veld uitermate belangrijk; de inrichting van de werkvloer is een belangrijk toepassingsgebied van in de sociale psychologie verworven inzichten, bijvoorbeeld op het gebied van teams, bedrijfscultuur en leiderschap.

### Personeelspsychologie
De personeelspsychologie onderzoekt hoe men de juiste persoon op de juiste plaats krijgt. Het kan daarbij gaan om werving en selectie van nieuw personeel, maar ook om het trainen en ontwikkelen van al aanwezig personeel. In dit onderdeel van de arbeids- en organisatiepsychologie is ook veel aandacht voor de ontwikkeling van psychologische tests. Om te bepalen wat de juiste plaats voor een bepaalde persoon is, moet men immers inzicht hebben in diens mogelijkheden en capaciteiten. Ook houdt men zich hier bezig met arbeidsvoorwaarden en dergelijke. De personeelspsychologie is het meest praktisch georiënteerde onderdeel van de arbeids- en organisatiepsychologie.

## Arbeids- en organisatiekunde
In de Arbowet is de arbeids- en organisatiedeskundige als kerndeskundige genoemd. De A&O-deskundige kan zijn opgeleid vanuit diverse disciplines (bijvoorbeeld de psychologie maar ook bijvoorbeeld geneeskunde, personeelswetenschappen, sociologie van arbeid en organisatie, enzovoort), maar zal gewoonlijk veel kennis hebben op het gebied van de arbeids- en organisatiepsychologie. De arbeids- en organisatiedeskundige is expert op de snijvlakken mens, arbeid en organisatie. Zo kan de kerndeskundige adviseren over de potentiële kansen op duurzame inzetbaarheid, voorkomen van uitval door stress of bevorderen van bevlogenheid. De verschillende aspecten richten zich op functie-inhoud, teamsamenstellingen, de fit tussen systemen en mens of organisatiestructuur, gedrag en cultuur. De arbeids- en organisatiedeskundigen zijn als kerndeskundige bevoegd tot het valideren van een RI&E, adviseren bij voorkomen van verzuim, bevorderen van inzetbaarheid en adviseren bij een passend preventief gezondheidskundig onderzoek op mentaal gebied. De registerarbeids- en organisatiedeskundigen zijn op de website van KIWA (register) na te trekken.

## Studeren
Organisatieleer en humanresourcemanagement maken heden ten dage deel uit van vrijwel alle bedrijfskundige opleidingen zowel aan de universiteit als aan de hogeschool.
Men kan arbeids- en organisatiepsychologie studeren aan vrijwel alle bestaande Nederlandse en Vlaamse universiteiten. Omdat de arbeids- en organisatiepsychologie veel gemeen heeft met de sociale psychologie, zijn beide richtingen vaak onderdeel van eenzelfde hoofdrichting binnen een Master in de psychologie. Dit is bijvoorbeeld het geval aan de Universiteit Leiden, de Katholieke Universiteit Leuven, de Vrije Universiteit Brussel, de Universiteit Gent, de Vrije Universiteit Amsterdam, de Universiteit Maastricht, en de Universiteit van Tilburg. Aan de Universiteit van Amsterdam, de Universiteit Utrecht, de Universiteit Twente, de Open Universiteit, de Rijksuniversiteit Groningen en de Radboud Universiteit Nijmegen zijn zelfstandige studierichtingen Arbeids- en Organisatiepsychologie te vinden. Aan de Haagse Hogeschool en de Nederlandse Academie voor Arbeidswetenschappen zijn de postopleidingen te vinden voor arbeids- en organisatiedeskundige.
Ook diverse hogescholen bieden professionele Bachelor-opleidingen Arbeids- en Organisatiepsychologie aan. Vaak gaat het daarbij vooral om personeelspsychologie, psychologisch assistent of personeelswerk (afstudeerrichting van sociaal werk).